# Gokaidō

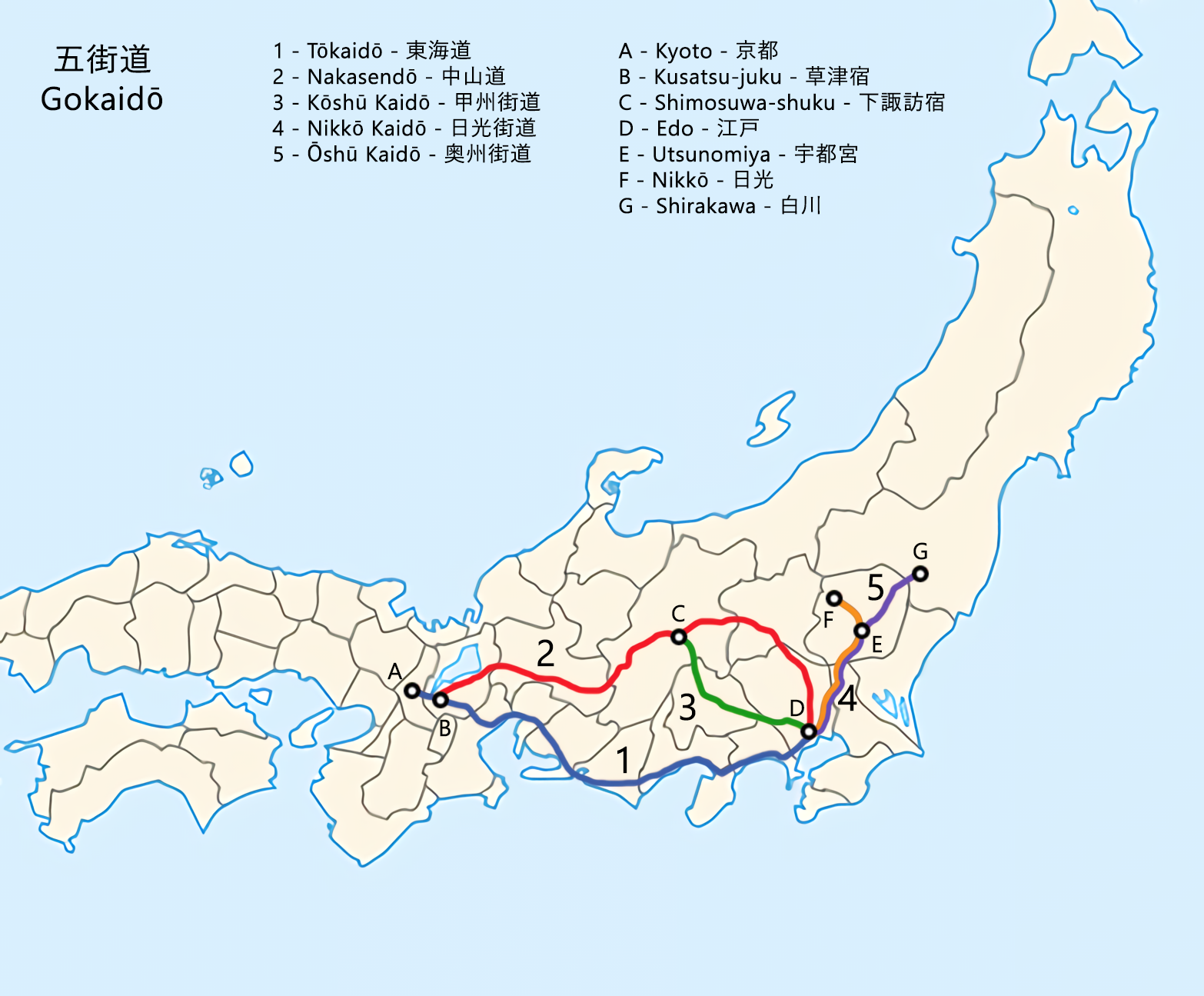
Die Gokaidō

Die Gokaidō (japanisch 五街道) waren die fünf Hauptstraßen (kaidō) der Edo-Zeit. Sie begannen alle in Edo, dem heutigen Tokyo. Die wichtigste der fünf war der Tōkaidō, der Edo mit Kyōto verband. Tokugawa Ieyasu veranlasste 1601 den Bau der Gokaidō, um seine Kontrolle über das Land zu erhöhen. Doch war es Tokugawa Ietsuna, der vierte Shogun des Tokugawa-Shogunats und Urenkel Ieyasus, der die Straßen zu Hauptstraßen erhob. An den Strecken waren viele shukuba, Poststationen, gelegen, die den Reisenden Unterkunft und die Möglichkeit ihre Vorräte aufzufüllen boten.

## Die fünf Hauptstraßen

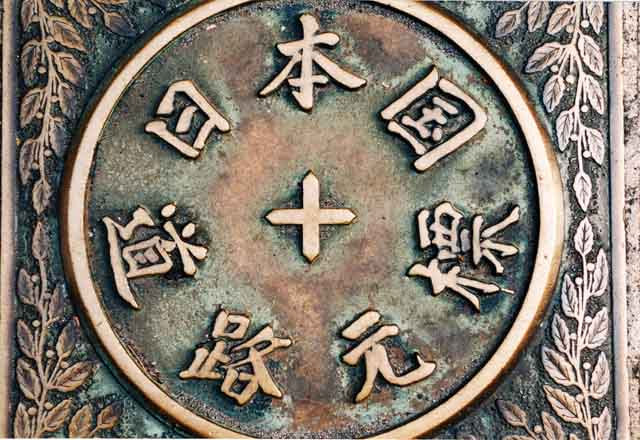
Der Ausgangspunkt aller Straßen, zu finden auf der Nihonbashi (Brücke) in Tōkyō

Jede der fünf Straßen begann in Nihonbashi in Edo und verband die Hauptstadt mit einem anderen Landesteil.
Tōkaidō (auf dem Bild Route 1 von D bis A)
Der küstennah verlaufende Tōkaidō verfügte über 53 Raststationen und verband Edo mit Kyōto. Ab Kusatsu-juku teilte er sich die Straße mit dem Nakasendō.
Nakasendō (auf dem Bild Route 2 von D bis A)
Auf dem Nakasendō (auch Kiso Kaidō genannt) lagen 69 Raststationen. Auch er verband Edo mit Kyōto, führte aber durch das Zentrum Honshūs und mündete in Kusatsu in den Tōkaidō.
Kōshū Kaidō (auf dem Bild Route 3 von D bis C)
Der Kōshū Kaidō wies 44 Raststationen auf und diente als Verbindung zur Provinz Kai (Präfektur Yamanashi). Er endete in Shimosuwa-shuku, das auf dem Nakasendō lag.
Ōshū Kaidō (auf dem Bild Route 5 von D bis G)
Der Ōshū Kaidō beinhaltete 27 Raststationen und verband Edo mit der Provinz Mutsu (Präfektur Fukushima). Von ihm gingen viele Nebenrouten in das nördliche Japan ab.
Nikkō Kaidō (auf dem Bild Route 4 von D bis F)
Der Nikkō Kaidō besaß 21 Raststationen und verband mit Nikkō Tōshō-gū in der heutigen Präfektur Tochigi.

## Andere Straßen

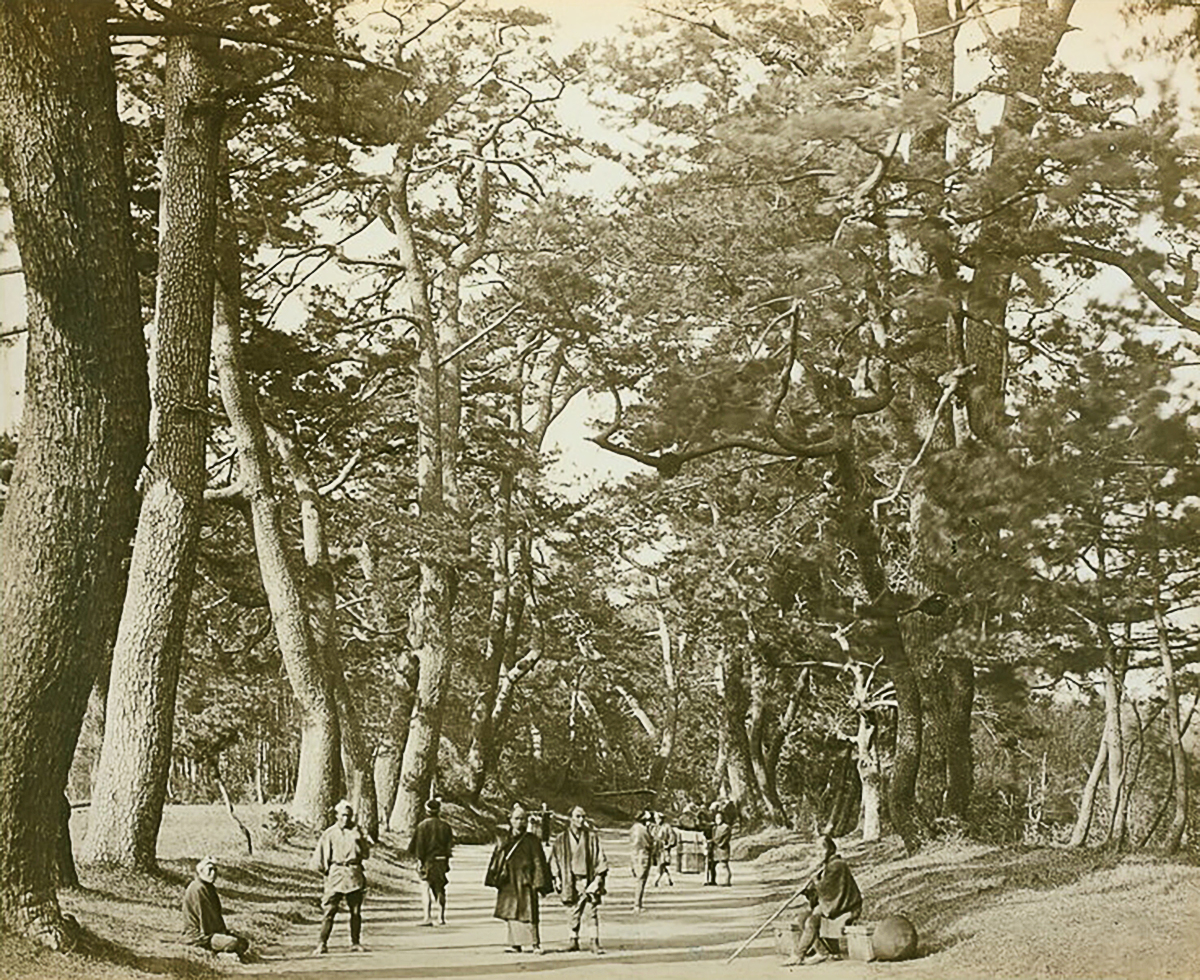
Der Tōkaidō im Jahr 1865

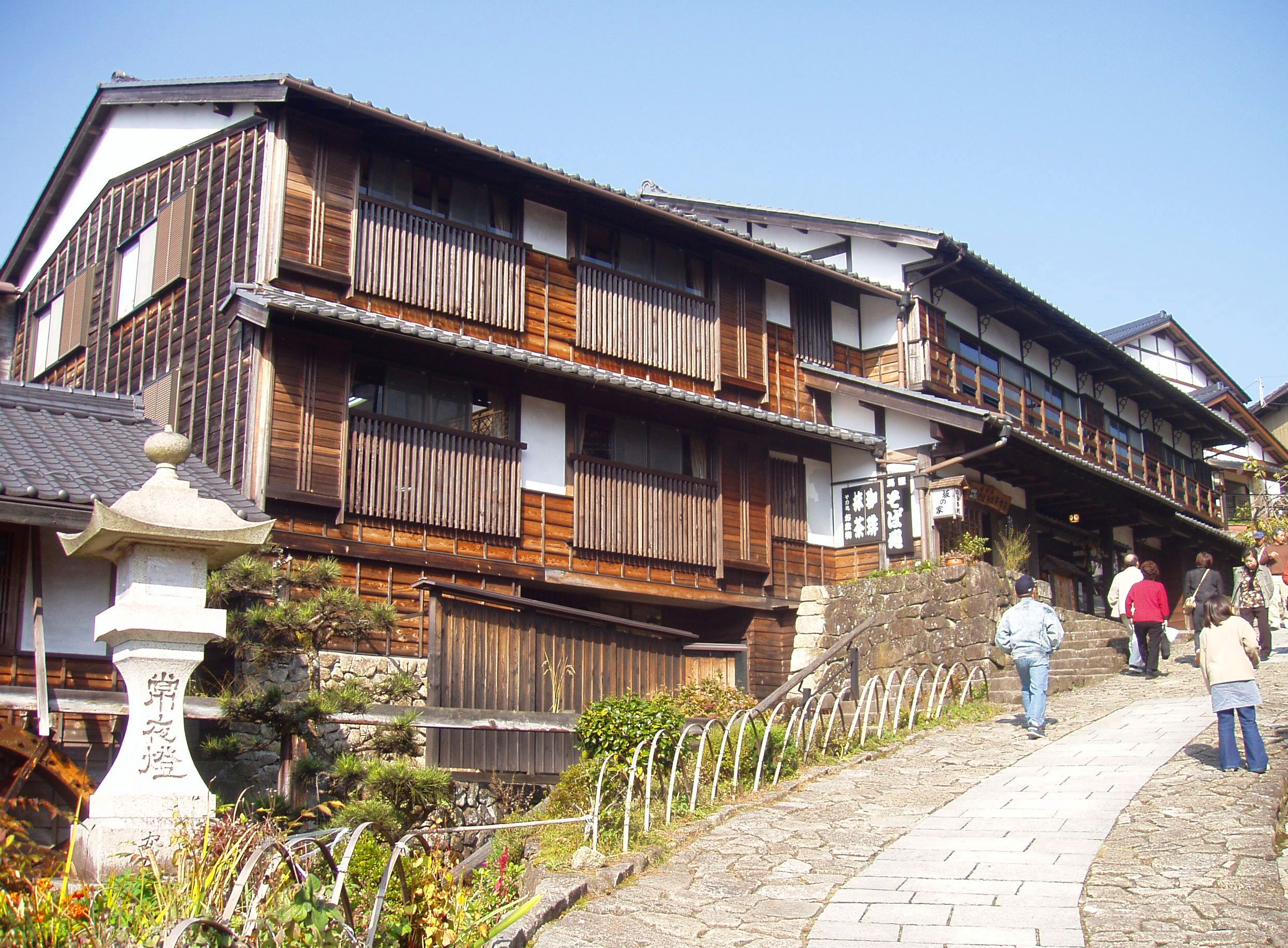
Magome-juku, die 43. Station auf dem Nakasendō

Zusätzlich zu den Gokaidō gab es noch weitere kleinere oder weniger oft frequentierte Straßen, die bisweilen auch alternativ zu den Hauptstrecken verliefen. Sie wurden umgangssprachlich auch hime kaidō (Prinzessinnen-Straße) oder onna kaidō (Frauen-Straße) genannt. Auch der Nakasendō wurde manchmal als hime kaidō bezeichnet, da er als weniger gefährlich als der Tōkaidō galt, der den gleichen Start- und Endpunkt besaß.
- Aizu Nishi Kaidō
- Bungo Kaidō
- Chichibu Ōkan
- Hokkoku Kaidō
- Hokurikudō
- Kawagoe Kaidō
- Kawagoe Kodama Kaidō
- Kamakura Kaidō
- Kōya Kaidō
- Kyōkaidō
- Matsumaedō
- Mikuni Kaidō
- Minoji
- Mito Kaidō
- Nagasaki Kaidō[5]
- Nikkō Onari Kaidō
- Nikkō Reiheishi Kaidō
- Nikkō Wakiōkan
- Ōyama Kaidō
- Saigoku Kaidō
- Satsuma Kaidō
- Sendaidō
- Shio no Michi
- Tōgane Onari Kaidō
- Tosa Kaidō
- Ushū Kaidō
- Yamato no Kodō